# 木村皓一
木村 皓一（きむら こういち、1945年2月23日 - ）は、ベビー・子供服メーカーであるミキハウスグループとして知られる三起商行の創業者である。滋賀県彦根市出身。

## 人物
関西大学経済学部に進学するも、1965年に大学二年時で中退した後、高校時代からアルバイトをしていた野村証券に入社。1970年に父の経営する大阪の婦人服メーカーに入社し、アパレル事業の実務を学ぶ。1971年に大阪府八尾市でベビー・子供服製造卸「三起産業」として創業。7年後の1978年に三起商行を設立。

## その他
- 木村は3歳の時に小児麻痺にかかり、小学生の時は車椅子生活を送っていたが、中学校入学してから自分の足で歩くことを決意し、麻痺した右足にまず筋肉をつけるために、早朝3時に起きての新聞配達のアルバイトを始め、これを中学時代3年間続け、自力で歩けるようになった。この実体験から木村が経営するミキハウスグループでは1989年以降は各種マイナースポーツの選手を支援している。
- 木村は「ミキハウスHKサービス」の法人名にて馬主としても活動している(冠名は「シャチョウ」、勝負服は赤・青袖・黄星散)。

## テレビ出演
- 日経スペシャル カンブリア宮殿 不況でも"一流"を作れ！（2009年4月27日、テレビ東京）[3]

## 著書
- 「惚れて通えば千里も一里 ミキハウス・スタイル」（2004年6月30日、三起商行）ISBN 9784895888080